# Цвык, Владимир Анатольевич
Влади́мир Анато́льевич Цвык (род. 23 октября 1962, Рига, Латвийская ССР, СССР) — российский философ, специалист по этике, социальной философии, социологии, истории русской философии и социологии. доктор философских наук (2005), профессор. Декан факультета гуманитарных и социальных наук РУДН, профессор и заведующий кафедрой этики. Заслуженный работник высшей школы Российской Федерации (2022).

## Биография
Родился 23 октября 1962 года в Риге.
В 1979 году окончил среднюю школу в с. Садки Могилёв-Подольского р-на Винницкой области. Также окончил сельскохозяйственное СПТУ и с отличием автомобильную школу ДОСААФ в г. Могилеве-Подольском.
В 1980—1982 годах проходил службу в Вооруженных Силах СССР.
В 1982—1987 годах учился и окончил с отличием Могилёв-Подольский монтажный техникум и работал мастером, затем старшим мастером на Могилёв-Подольском маслозаводе.
В 1987—1992 годах учился на философском факультете МГУ имени М. В. Ломоносова.
В 1992—1995 годах по рекомендации учился в очной аспирантуре философского факультета МГУ имени М. В. Ломоносова на кафедре этики.
С сентября 1995 года — ассистент, затем старший преподаватель, с 1997 года — доцент, с 2005 года — профессор кафедры социологии Российском университете дружбы народов.
В феврале 1996 года под научным руководством доктора философских наук, профессора Л. Б. Волченко защитил диссертацию на соискание учёной степени кандидата философских наук по теме «Проблема борьбы со злом в философии И. А. Ильина» (специальность — 09.00.05 — этика).
19 апреля 1996 года присвоена учёная степень кандидата философских наук.
В 1996—2000 годах исполняющий обязанности заместителя заведующего кафедрой социологии.
16 февраля 2000 года присвоено учёное звание доцента по кафедре социологии.
С сентября 2000 по октябрь 2006 года — заместитель декана факультета гуманитарных и социальных наук по учебной работе.
С 2001 года член Европейской социологической ассоциации.
С 2001 года действительный член Российской академии естественных наук.
В 2004 году защитил диссертацию на соискание учёной степени доктора философских наук по теме «Профессионализм: социально-философский анализ». Научный консультант — доктор философских наук профессора А. С. Капто (специальность 09.00.11 – социальная философия).
18 марта 2005 года присуждена учёная степень доктора философских наук.
В октябре 2006 года избран на должность декана факультета гуманитарных и социальных наук.
С 2008 года — действительный член Российской академии социально-политических исследований.
C 2010 года — профессор и заведующий кафедрой этики РУДН.
Председатель Учёного совета факультета гуманитарных и социальных наук РУДН.
Заместитель Председателя диссертационного совета по социологическим наукам при Российском университете дружбы народов К 212.203.16.
Член редакционной коллегии журнала «Вестник РУДН».
Автор свыше 70 научных, учебно-методических работ, общим объёмом около 100 п.л., в том числе 2 монографии, 4 учебных пособия, статьи в энциклопедиях, в научных журналах и специализированных сборниках.
Жена — Ирина Вячеславовна Цвык, доктор философских наук, профессор кафедры философии Московского авиационного института (Технический университет).

## Награды
- Юбилейная медаль «45 лет РУДН».[1]
- Почётные грамоты Учёного совета и Ректората РУДН.[1]

## Научные труды

### Диссертации
- Цвык В. А. Проблема борьбы со злом в философии И. А. Ильина : диссертация ... кандидата философских наук : 09.00.05. —Москва, 1995. — 144 с.
- Цвык В. А. Профессионализм (Социально-философский анализ) : Дис. ... д-ра филос. наук : 09.00.11 : Москва, 2004. — 347 c.

### Монографии
- Цвык В. А. Проблема борьбы со злом в философии И. А. Ильина. — М.: Изд-во Моск. ун-та, 1997. — 110,[1] с.
- Цвык В. А. Профессиональная этика социолога. — М.: Изд-во РУДН, 2002
- Цвык В. А. Профессионализм: опыт социально-философского анализа. — М.: Изд-во РУДН, 2004
- Цвык В. А. Профессиология. Курс лекций. — М.: Изд-во РУДН, 2006;
- Цвык В. А. Основы социологии: Учебное пособие. — М.: Изд-во РУДН, 2007. (В соавт.)
- Цвык В. А. Профессиональная этика: основы общей теории. Учебное пособие. / 2-е. изд. — М.: Изд-во РУДН, 2012. — 292 с. ISBN 978-5-209-04217-4

### Культурология XX век. Энциклопедия
- Цвык В. А. Вышеславцев Б. П. // Культурология XX век. Энциклопедия. — СПб., 1998
- Цвык В. А. Ильин И. А. // Культурология XX век. Энциклопедия. — СПб., 1998
- Цвык В. А. Фёдоров Н. Ф. // Культурология XX век. Энциклопедия. — СПб., 1998
- Цвык В. А. Вышеславцев Б. П. // Культурология. Энциклопедия: в 2 тт. — М., 2007
- Цвык В. А. Ильин И. А. // Культурология. Энциклопедия: в 2 тт. — М., 2007
- Цвык В. А. Сковорода Г. С. // Культурология. Энциклопедия: в 2 тт. — М., 2007
- Цвык В. А. Чичерин Б. П. // Культурология. Энциклопедия: в 2 тт. — М., 2007

### Статьи
на русском языке
- Цвык В. А. Мораль и право в философии И. А. Ильина // Вестник МГУ. Серия Философия. — 1996. — № 6.
- Цвык В. А. О профессиональном кодексе социолога: этический аспект // Вестник РУДН. Серия Социология. — 2001. — №1;
- Цвык В. А. Понятие профессионализма и профессионального долга социолога // Вестник РУДН. Серия Социология. — 2001. — № 2. — С. 152-155
- Цвык В. А. Профессиональная этика учёного // Вестник РУДН. Серия Социология. — 2002. — № 1
- Цвык В. А. Профессиональная этика социолога // Вестник РУДН. Серия Социология. — 2002. — № 1. — С. 174-180.
- Цвык В. А. Профессионализация как социальный процесс // Вестник РУДН. Серия Социология. — 2003. —  № 4-5. — С. 258-269.
- Цвык В. А. Профессионализация как социальный процесс // Экологический вестник научных центров Черноморского экономического сотрудничества. — 2003. — № 4-5. — С. 258.
- Цвык В. А. Профессионализм как фактор социальной мобильности. Профессиональная мобильность // Общество и право. — 2004  — № 3 (5). — С. 194-195.
- Цвык В. А. Профессиональное сознание личности: понятие и структура // Вестник РУДН. Серия: Философия. 2004. № 1. С. 104-115.
- Цвык В. А. Профессиональная мораль и её роль в формировании профессионализма // Безопасность Евразии. — 2004. — № 3 (17). — С. 290-301.
- Цвык В. А. Профессионализация общества и труда: исторический и теоретический аспекты // Вестник РУДН. Серия Социология.  — 2006. — №1 (9). — С. 94-109.
- Цвык В. А. Роль социально-гуманитарных наук в формировании профессионала // Вестник РУДН. Серия Социология. — 2007. — № 1 (11). — С. 34-44.
- Нарбут Н. П., Подвойский Д. Г., Пузанова Ж. В., Цвык В. А. Опыт применения принципов Болонского процесса в социологическом образовании // Социологические исследования. — 2008. — № 9. — С. 129-138.
- Цвык В. А. Профессиология в структуре социально-гуманитарного знания // Вестник РУДН. Серия: Социология. — 2008. — № 4. — С. 21-27.
- Цвык В. А. Социально-профессиональный статус личности и престиж профессии // Вестник Тюменского государственного университета. — 2009. — № 4. — С. 44-52.
- Цвык В. А. Категория «Профессионализм» и её методологическое значение // Вестник РУДН. Серия: Социология. — 2009. — № 3. — С. 69-77.
- Цвык В. А. Социальная сущность профессиональной деятельности // Личность. Культура. Общество. — 2009. — Т. XI. — № 4. — С. 301-308.
- Цвык В. А. Социально-профессиональные отношения: понятия и виды // Вестник РУДН. Серия: Социология. — 2010. — № 2. — С. 123-131.
- Цвык В. А. Социально-профессиональный статус личности и престиж профессии // Известия высших учебных заведений. Социология. Экономика. Политика. — 2010. — № 2. — С. 72-78.
- Цвык В. А. Этика деловых отношений и служебная этика // Личность. Культура. Общество. — 2012. — Т. XIV. — № 1. — С. 69.
- Цвык В. А. Профессиональная этика: проблемы теории и методологии // Вестник РУДН. Серия: Философия. — 2012. — № 3. — С. 148-161.
- Цвык В. А. Профессионализм как нравственная ценность // Вестник Новосибирского государственного университета. Серия: Философия. — 2012. — Т. 10. — № 4. — С. 72-77.
- Цвык В. А. Кафедра этики в Российском университете дружбы народов // Вестник РУДН. Серия: Философия. — 2013. — № 3. — С. 7-8.
- Цвык В. А. Прикладная этика в структуре этического знания // Вестник РУДН. Серия: Философия. — 2013. — № 3. — С. 112-124.
- Цвык В. А. Правила и принципы делового общения. // Вестник АКСОР. — 2012. — № 3. — С. 246-249.

на других языках
- Tsvyk V. A. Profesjonalism jako etyczna cecha osobowosci // Colloquia communia. Rosia - Wielki Nieznajomy. — Polska, Torun, 2005.